# Association étudiante en France
Les associations étudiantes en France sont des associations ayant vocation à regrouper des étudiants : association de filière, syndicales, politiques, religieuses, culturelles, etc. On en recense plus de 10 000 en France.

## Historique
Au Moyen Âge, les étudiants prennent l'habitude de se réunir en nation selon leurs provenances.
La plus ancienne association étudiante toujours en activité est la Conférence Olivaint fondée en 1874 à Paris.
Des associations générales des étudiants se constituent dans plusieurs villes à partir de la fin du XIXe siècle. Elles se regroupent en 1907 pour former l'Union nationale des étudiants de France qui fournit jusque dans les années 60 des services de logement, de restauration, de mutuelles, etc.
Dans les années 60 et 70, l'UNEF subit une série d'éclatements et de scission qui conduisent à un paysage associatif étudiant plus morcelé constitué de plusieurs associations étudiantes représentatives nationales et d'une multitude d'associations locales spécialisées investie dans des thématiques diverses. Cette multiplication du nombre d'associations étudiantes en France est due en partie à l'augmentation des effectifs étudiants à partir des années 80.
En 2010, on estimait qu'il y avait environ 25 000 associations étudiantes en France.
En 2013, 26,7 % des étudiants étaient membres d'une association étudiante.

## Soutien à l'engagement étudiant
Les associations doivent faire face à des contraintes spécifiques (notamment un fort turnover dû à la durée limitée des études), mais peuvent s'appuyer sur des interlocuteurs spécifiques au monde étudiant comme les centres régionaux des œuvres universitaires et scolaires (Crous) ou les bureaux de la vie étudiante ou encore les vice-présidents étudiants.
Certaines mairies mettent également en place des dispositifs spécifiques de soutien aux initiatives étudiantes.
Bien que de nombreux étudiants soient membres d'une association, les étudiants français sont moins nombreux que leurs voisins européens à s'impliquer activement au sein de celles-ci. C'est pourquoi les universités ont souvent une politique de valorisation des associations étudiantes.
Afin de valoriser l'engagement de leurs étudiants, plusieurs universités françaises mettent en place des dispositifs de reconnaissance de l'engagement étudiant, souvent sous forme d'unité d'enseignement libre ou de diplôme universitaire,. Ces dispositifs sont parfois mis en place dans le cadre de partenariat avec des associations comme l'AFEV.
Ces pratiques de reconnaissance et de valorisation de l'engagement sont encouragées par la circulaire sur le développement de l’engagement
associatif et des initiatives étudiantes (qui considère que l'Université doit « aider les étudiants à monter et développer leurs
projets »), ainsi que par la Charte pour la dynamisation de la vie associative des universités.
Au-delà de la reconnaissance pédagogique, le soutien apporté aux associations par le FSDIE constitue également une forme de reconnaissance de l'engagement des étudiants.
En 2017, la loi Égalité et citoyenneté apporte de nouvelles mesures de soutien à l'engagement étudiant. Les établissements d'enseignement supérieur devront élaborer une politique spécifique afin de développeur l'engagement associatif, prévoir des aménagements pour les étudiants dirigeant une association ainsi que reconnaître les compétences acquises dans le cadre d'une activité bénévole,.

## Organisation des associations

### Cas général
Les associations étudiantes sont pour la plupart organisées sous le régime des associations loi de 1901 comme la plupart des autres associations françaises.
Les associations ayant leur siège en Alsace-Moselle tel que la FAGE sont soumises au statut d'association de droit local alsacien-mosellan.

### Organisations représentatives
La qualification d’organisation étudiante représentative a été créée par la Loi Jospin.
Cette qualification est désormais entendue au sens de l'article L811-3 du Code de l'éducation, issu de la loi n°2014-788 du 10 juillet 2014 tendant au développement, à l'encadrement des stages et à l'amélioration du statut des stagiaires. Il dispose notamment :

« Sont regardées comme représentatives les associations d'étudiants qui ont pour objet la défense des droits et intérêts matériels et moraux, tant collectifs qu'individuels, des étudiants et, à ce titre, siègent au Conseil national de l'enseignement supérieur et de la recherche et de la recherche ou au conseil d'administration du Centre national des œuvres universitaires et scolaires. Elles bénéficient d'aides à la formation des élus. »

— Article L811-3 du Code de l'éducation
Une organisation étudiante est aujourd'hui officiellement considérée comme représentative au niveau national à partir du moment où elle dispose d’élus au Centre national des œuvres universitaires et scolaires ou au Conseil national de l'enseignement supérieur et de la recherche. C’est au prorata de ce nombre d’élus qu’elles reçoivent une part importante de leurs financements, des subventions accordées notamment au titre de la formation des élus (de l'ordre de 60 000 euros par élu national en 2012).
En 2008, les cinq organisations représentatives au regard de la loi Jospin se sont réparti une enveloppe de 1 135 000 euros.
En 2025, les associations représentatives sont : la Fédération des associations générales étudiantes, L'Union étudiante, l’Union nationale des étudiants de France (UNEF) et l'Union nationale inter-universitaire (UNI),.
La Confédération étudiante a perdu le statut d'organisation représentative en 2013 lorsqu'elle n'a pas déposé de liste pour les nouvelles élections CNESER. Le Mouvement des étudiants a perdu ce statut en 2015 à la suite d'un résultat trop faible aux élections du CNESER pour obtenir un élu.

### Fédérations
Les associations étudiantes locales se regroupent souvent au sein de fédérations ou de réseaux nationaux. Ces fédérations se distinguent en trois catégories : 
1. Les fédérations généralistes dont certaines sont représentatives comme la Fédération des associations générales étudiantes ou avant sa disparation Promotion et défense des étudiants, La plupart de ces fédérations nationales généralistes sont représentées au sein du Forum français de la jeunesse ;
2. Les fédérations de filières - parfois appelées les Monodisciplinaires (ou les Monos) - comme l'AFNEUS (sciences et ingénierie universitaire), la FENEPSY (psychologie), le BNEI (ingénieurs), l'ANEMF (médecine), la FNESI (Soins Infirmiers) ou encore la FNEB (sciences) ;
3. Les fédérations territoriales comme l'AFGES (Strasbourg), l'AGEM (Montpellier), l'AGEMP (Midi-Pyrénée), la FedEA (Auvergne), ou autrefois l'AGEP pour l'académie de Paris.

### Réseaux
Certaines associations étudiantes sont également regroupées sous le terme de réseau. Le principe de réseau permet aux associations adhérentes (ou non) de ne pas être dépendantes de la volonté d'un bureau national qui édicte des règles potentiellement applicables dans toutes les fédérations. Ce fonctionnement est privilégié par le réseau généraliste Animafac et les réseaux nationaux d'associations thématiques comme le Réseau français des étudiants pour le développement durable ou Étudiants et développement, aujourd'hui renommé en Réseau étudiant pour une société écologique et solidaire. Ceux-ci ne font par ailleurs pas de représentation étudiante.